# Poecilimon nobilis
Poecilimon nobilis är en insektsart som först beskrevs av Brunner von Wattenwyl 1878.  Poecilimon nobilis ingår i släktet Poecilimon och familjen vårtbitare. Inga underarter finns listade i Catalogue of Life.
Artepitetet i det vetenskapliga namnet är bildat av det latinska ordet för förnäm.